# 张冲 (元朝)
张冲（?—?），华州渭南县（今陕西省渭南市）人，元朝政治人物。元顺帝时中书左丞。
元惠宗至正初年，张冲为御史台都事。至正九年（1349年），诏命教授皇太子爱猷识理达腊文学。后来官至中书左丞。至正十八年（1358年），奏请建立奉元路（治今陕西省西安市）、延安路（治今陕西省延安市）、巩昌府（治今甘肃省陇西县）等处团练安抚劝农使，元惠宗听从。至正二十二年（1362年），张冲上奏章请昭雪右丞相脱脱的冤情；当时脱脱已死，元惠宗诏命恢复他生前官爵，归还家产。